# DUPD1
DUPD1 (англ. Dual specificity phosphatase and pro isomerase domain containing 1) – білок, який кодується однойменним геном, розташованим у людей на 10-й хромосомі. Довжина поліпептидного ланцюга білка становить 220 амінокислот, а молекулярна маса — 25 336.
| 10         |  | 20         |  | 30         |  | 40         |  | 50         |
| ---------- |  | ---------- |  | ---------- |  | ---------- |  | ---------- |
| MTSGEVKTSL |  | KNAYSSAKRL |  | SPKMEEEGEE |  | EDYCTPGAFE |  | LERLFWKGSP |
| QYTHVNEVWP |  | KLYIGDEATA |  | LDRYRLQKAG |  | FTHVLNAAHG |  | RWNVDTGPDY |
| YRDMDIQYHG |  | VEADDLPTFD |  | LSVFFYPAAA |  | FIDRALSDDH |  | SKILVHCVMG |
| RSRSATLVLA |  | YLMIHKDMTL |  | VDAIQQVAKN |  | RCVLPNRGFL |  | KQLRELDKQL |
| VQQRRRSQRQ |  | DGEEEDGREL |  |            |  |            |  |            |

A: Аланін

C: Цистеїн

D: Аспарагінова кислота

E: Глутамінова кислота

F: Фенілаланін

G: Гліцин

H: Гістидин

I: Ізолейцин

K: Лізин

L: Лейцин

M: Метіонін

N: Аспарагін

P: Пролін

Q: Глутамін

R: Аргінін

S: Серин

T: Треонін

V: Валін

W: Триптофан

Кодований геном білок за функціями належить до гідролаз, протеїн-фосфатаз. 
Локалізований у цитоплазмі.